# Quint Grani (venedor)
Quint Grani (en llatí Quintus Granius) va ser un venedor romà al servei dels recaptadors que cobraven una part de l'import de les vendes. Formava part de la gens Grània, una gens romana d'origen plebeu. Es va fer famós pel seu enginy i el seu humor càustic.
Encara que la seva professió era humil, va ser apreciat pel seu talent i convidat per la millor societat romana. El satíric Gai Lucili el menciona diverses vegades, i el nom de Granius es va convertir en una expressió proverbial per designar a una persona amb enginy.
Ciceró diu amb ironia que l'únic esdeveniment memorable que va succeir-li a Luci Licini Cras quan era Tribú de la plebs va ser el seu sopar amb Quint Grani. S'expliquen nombroses anècdotes sobre respostes enginyoses que va fer al llarg de la seva vida, respostes generalment donades a personatges notables.